# Parlamentarni sustav
Parlamentarni sustav je model predstavničkog sustava i parlamentarizma koju karakterizira uska veza između vlade (izvršna vlast) i parlamenta (zakonodavna vlast), premijer i ministri pripadaju u načelu većinskim zastupničkim frakcijama u parlamentu, politička odgovornost vlade prema parlamentu, koji može opozvati vladu izglasavanjem nepovjerenja, pravo vlade da raspusti parlament i raspiše nove izbore. Što se tiče osnovnog kriterija, tj. parlamentarne odgovornosti izglasavanjem nepovjerenja vladi, šefu vlade ili pojedinom ministru, on može biti doveden u vezu s odbijanjem zakona s čijim je sadržajem povezano pitanje izglasavanja nepovjerenja. 
Klasični teoretičari ustavnog prava smatrali su načelo političke odgovornosti ministara pred parlamentom upravo onom značajkom koja je najvažnija za razlikovanje modela parlamentarne vlade od drugih oblika organizacije odnosa između najviših državnih organa, legislative i egzekutive.
Budući da je vlada odgovorna pred parlamentom, ona mora uživati povjerenje većine zastupnika i može vladati samo dok uživa povjerenje. Prema klasičnom shvaćanju vlada je, kao i kod direktnog izglasavanja nepovjerenja, dužna podnijeti ostavku, odnosno raspuštanjem parlamenta iznijeti spor pred biračko tijelo i onda kad ostane u manjini prilikom glasanja o nekom značajnijem zakonskom projektu ili uopće nekom važnijem pitanju. Pravo je vlade da prijetnjom podnošenja ostavke i raspuštanjem parlamenta suoči zastupnike s njihovom odgovornošću za eventualnu ustavnu krizu i na taj način izvrši pritisak na parlament. Vlada nije dužna prilagođavati svoje djelovanje volji zastupnika, već teži kreirati tu volju i na taj način "vodi" parlament oslanjajući se na stranačku stegu svojih zastupnika.